# Niki de Saint Phalle
Niki de Saint Phalle (celým jménem Catherine-Marie-Agnès Fal de Saint Phalle, 29. října 1930 Neuilly-sur-Seine – 21. května 2002 San Diego) byla francouzská malířka, sochařka a filmařka. Byla jednou z mála žen všeobecně známých svými monumentálními sochami. .

## Život

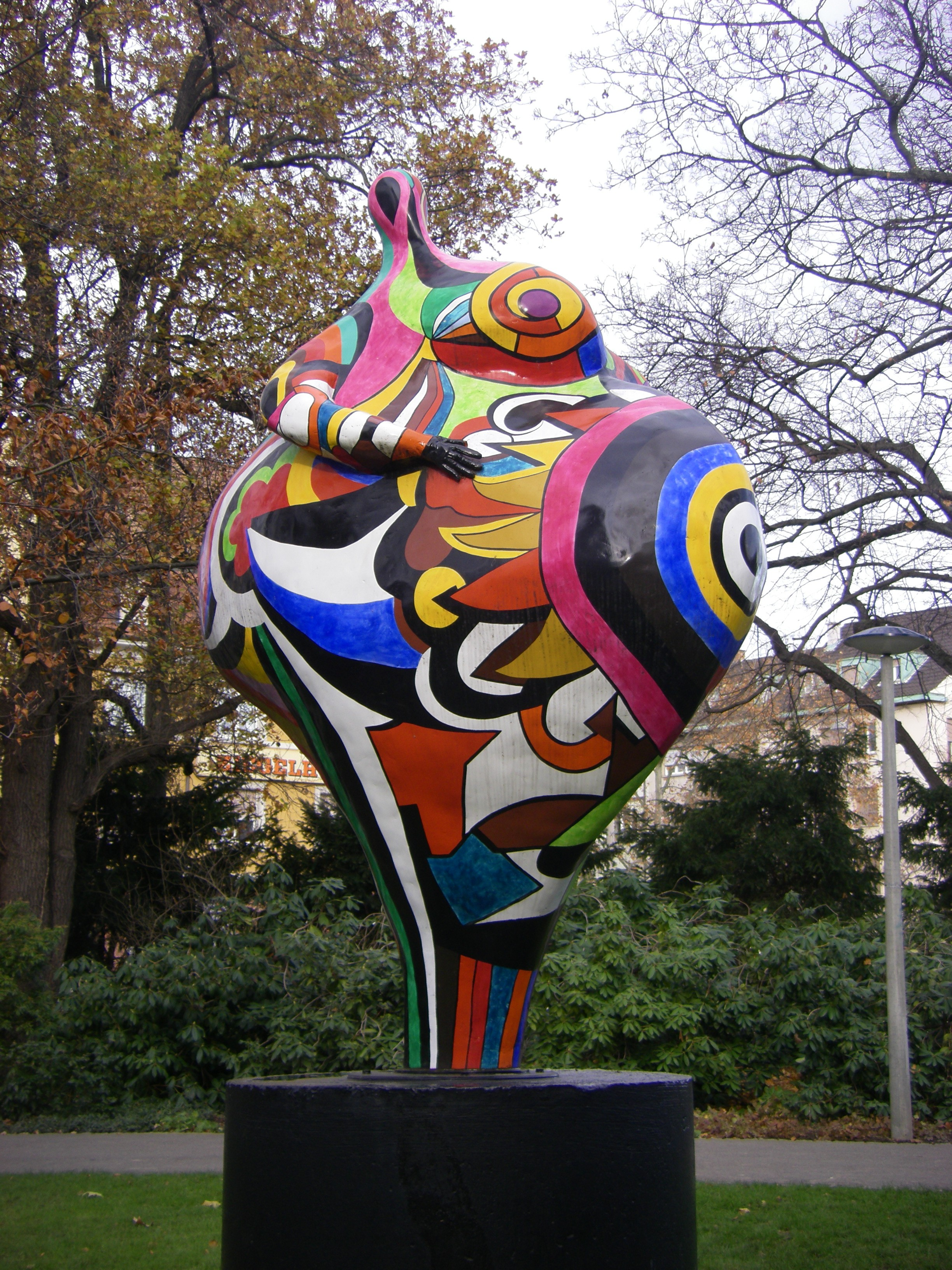
Socha Gwendolyn před Tinguelyho muzeem v Basileji

Pocházela z francouzské šlechtické rodiny, její otec byl francouzský bankéř, matka Američanka. V době Velké hospodářské krize se rodina odstěhovala do New Yorku, odkud pocházela její matka. Vystudovala Oldfield School v Marylandu, živila se jako fotomodelka, věnovala se experimentálnímu výtvarnému umění. Jejím prvním manželem byl spisovatel Harry Matthews, s nímž byla od roku 1949 do roku 1961. Měli spolu dvě děti, Lauru a Philipa.
V 50. letech se vrátila do Francie. V rámci terapie po pokusu o spáchání sebevraždy se začala zajímat o malbu a sochařství. Výrazným milníkem jejího života, bylo setkání s Jeanem Tinguelym, švýcarským umělcem, kterého proslavily jeho kinetické objekty. Společně připravili několik realizací. V roce 1967 navrhli francouzský pavilon pro EXPO v Montréalu. V roce 1971 se stali manželi. Později žili odděleně, ale pokračovali v umělecké spolupráci až do roku 1991, kdy Tinguely zemřel. Společným projektem je například Fontána Stravinského (1983) v Paříži před Centre Georges Pompidou nebo kašna  v  Château-Chinon (Nièvre), rodišti prezidenta Mitteranda. Po Tinguelyho smrti Niki de Saint Phalle věnovala jeho sochy muzeu v Basileji.  
De Saint Phalle se podařilo prosadit i samostatně. Byla vůdčí osobností skupiny Nouveaux Réalistes. Na začátku 60. let vytvářela instalace z agresivních předmětů jako jsou nůžky, sklo nebo pistole. Později na své instalace umisťovala pytlíky s barvou, které rozstřelovala pistolí přímo v galerii. V 60. letech také začala vytvářet své první barevné sochy žen, kdy některé byly tak velké, že do nich mohl divák přímo vstoupit. Její zdraví však  bylo poškozeno vdechováním jedovatých zplodin při výrobě těchto soch. Pobyt ve švýcarských lázních spojený s procházkami po horách ji přivedl na myšlenku vytvořit park skulptur, jako místo ke snění, zahradu radosti a fantazie.
Na konci 70. let začala v  toskánském Garavicchiu  pracovat na svém nejambicióznějším projektu – sochařském parku z dvaadvaceti skulptur představujících tarotové karty (Giardino dei Tarocchi). Stavba zahrady byla plně financována prodejem dalších uměleckých děl Niki de Saint-Phalle. Na realizaci projektu si vydělávala také prodáváním parfému se svým jménem. Na tvorbě parku pracovala 20 let, dokončen byl až v roce 1998. Roku 1998 byla tarotová zahrada  zpřístupněna veřejnosti. 
V posledních letech života byla Niki Saint Phalle postižena rozedmou plic, astmatem a těžkou artritidou. V roce 1994 se ze zdravotních důvodů přestěhovala do La Jolla (San Diego) v Kalifornii, kde ve svém ateliéru pokračovala v práci. 
Zemřela 21. května 2002 na selhání plic  po několikaměsíčním pobytu v nemocnici v  San Diegu. 

## Tvorba
Ve své tvorbě se zabývala tématem feminismu a ženské důstojnosti, což vycházelo i z jejího rodinného zázemí z rodiny s tradiční hierarchií. Mimo to se zajímala o politické a společenské otázky, které se týkaly všech. Zajímala se o umění ve veřejném prostoru.
Její tvorba byla ovlivněna surrealismem a pop artem, vytvářela obrazy ze sáčků naplněných barevnou tekutinou, do kterých se střílelo a na ploše se objevovaly náhodné různobarevné cákance. Vzniklá díla dostala název Tirs (Terče). V roce 1961 se připojila k hnutí nového realismu, zobrazujícímu realitu v karikaturní nadsázce. Vytvářela plastiky z barevně pomalované papírmaše znázorňující ženy bujných tvarů, kterým říkala Nana. 
V roce 1966 vyvolala velký rozruch její 29 m dlouhá ležící socha nahé ženy Ona-katedrála (Hon-en katedral) v Muzeum moderny ve Stockholmu. Do sochy bylo umístěno kino, mléčný bar, akvárium a další atrakce pro návštěvníky, kteří dovnitř vstupovali otvorem mezi rozevřenými stehny. Instalace byla společným dílem Niki De Saint Phalle, která navrhla vnější podobu sochy  a Jeana Tinguelyho a Per Olova Ultvedta, kteří vytvořili interiér. De Saint Phalle o soše tvrdila, že je nejžádanější prostitutkou na světě, protože za tři měsíce pojala sto tisíc návštěvníků. Socha však pobouřila konzervativce, před kterými musel De Saint Phalle bránit ředitel muzea Pontus Hulten. 

Mezi další známá díla Niki de Saint Phalle patří Golem jako prolézačka, instalovaný roku 1973 v izraelském Kirjat ha-Jovel, socha Anděla strážného zavěšená v hale curyšského nádraží.  Také režírovala experimentální filmy Daddy (1973) a Un rêve plus long que la nuit (1979).

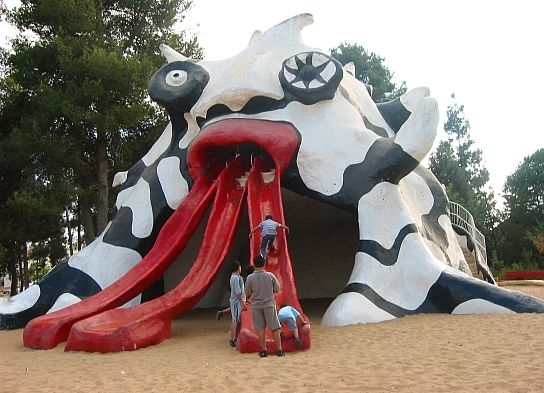
Golem (1971), Kiryat Hayovel, Izrael
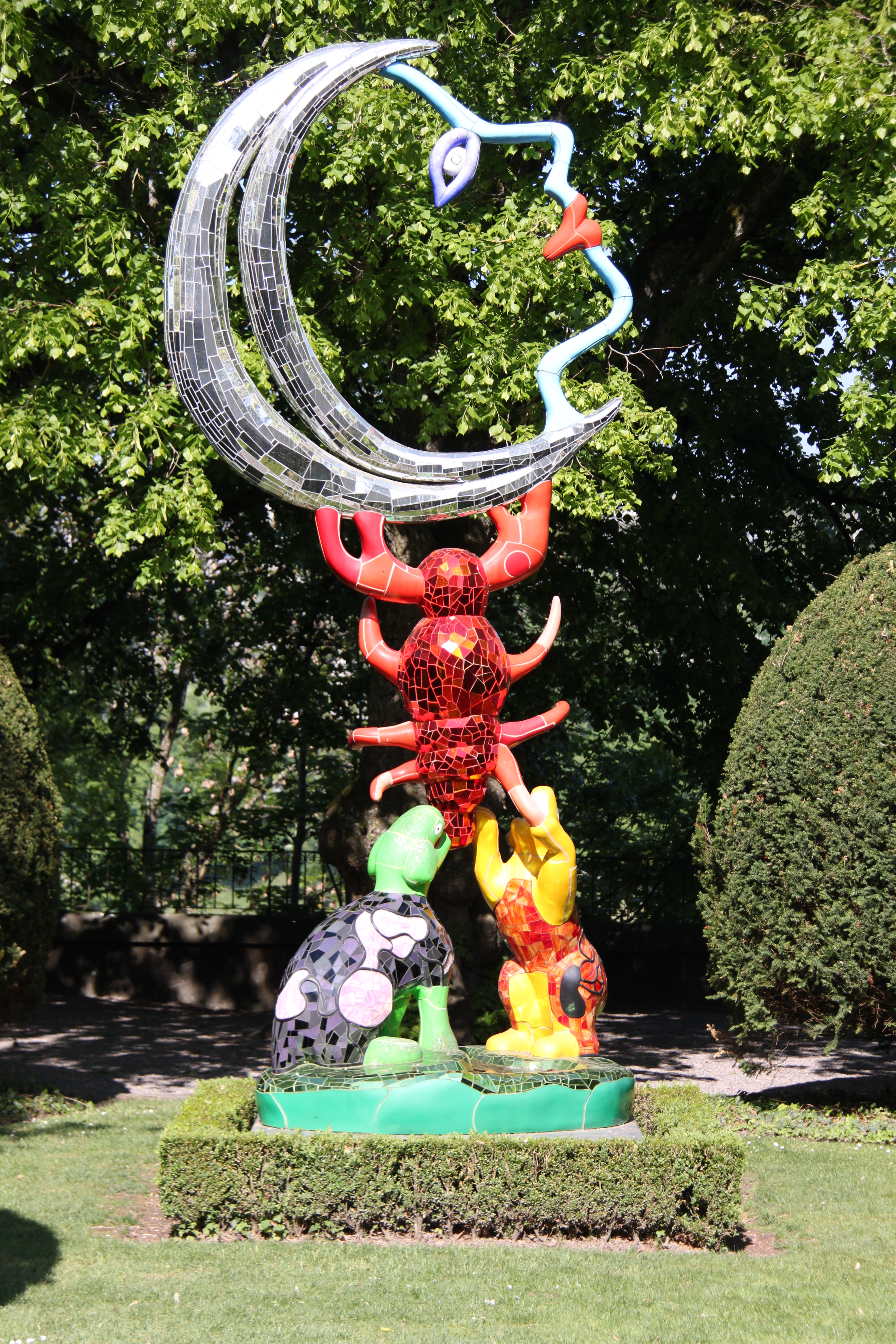
La Grande Lune (Velký měsíc)
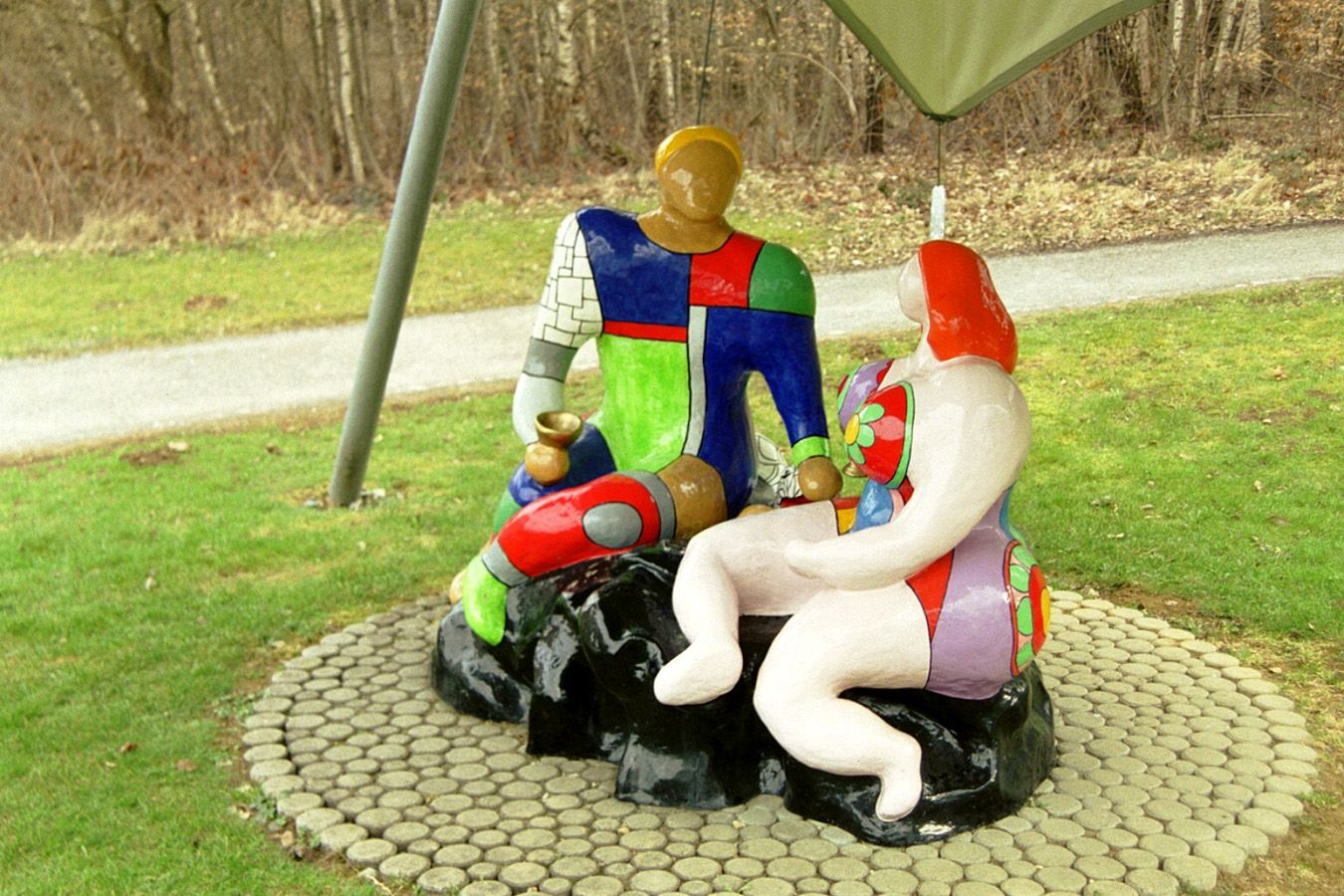
Adam a Eva (1985), Ulm
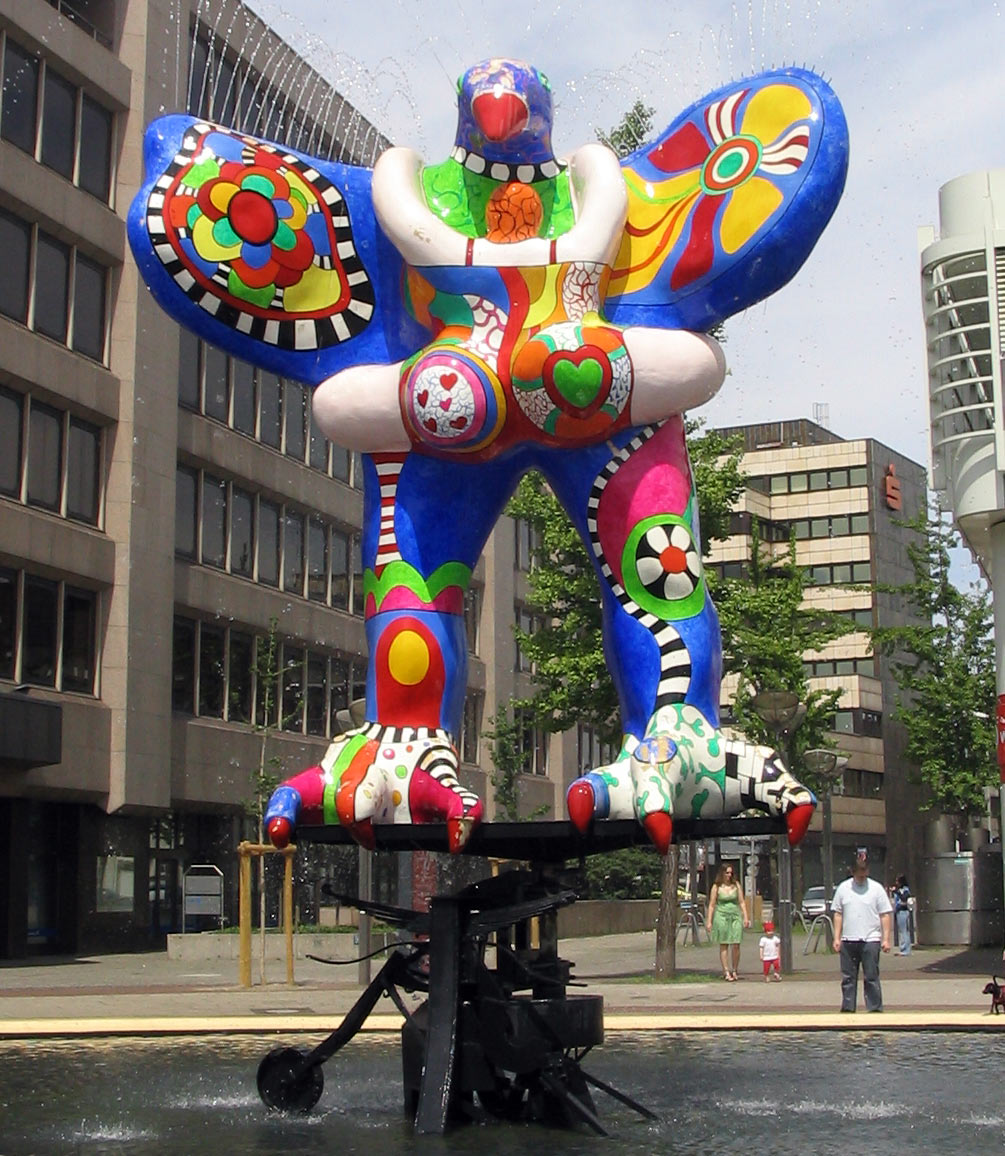
Lifesaver Fountain (1993), Duisburg
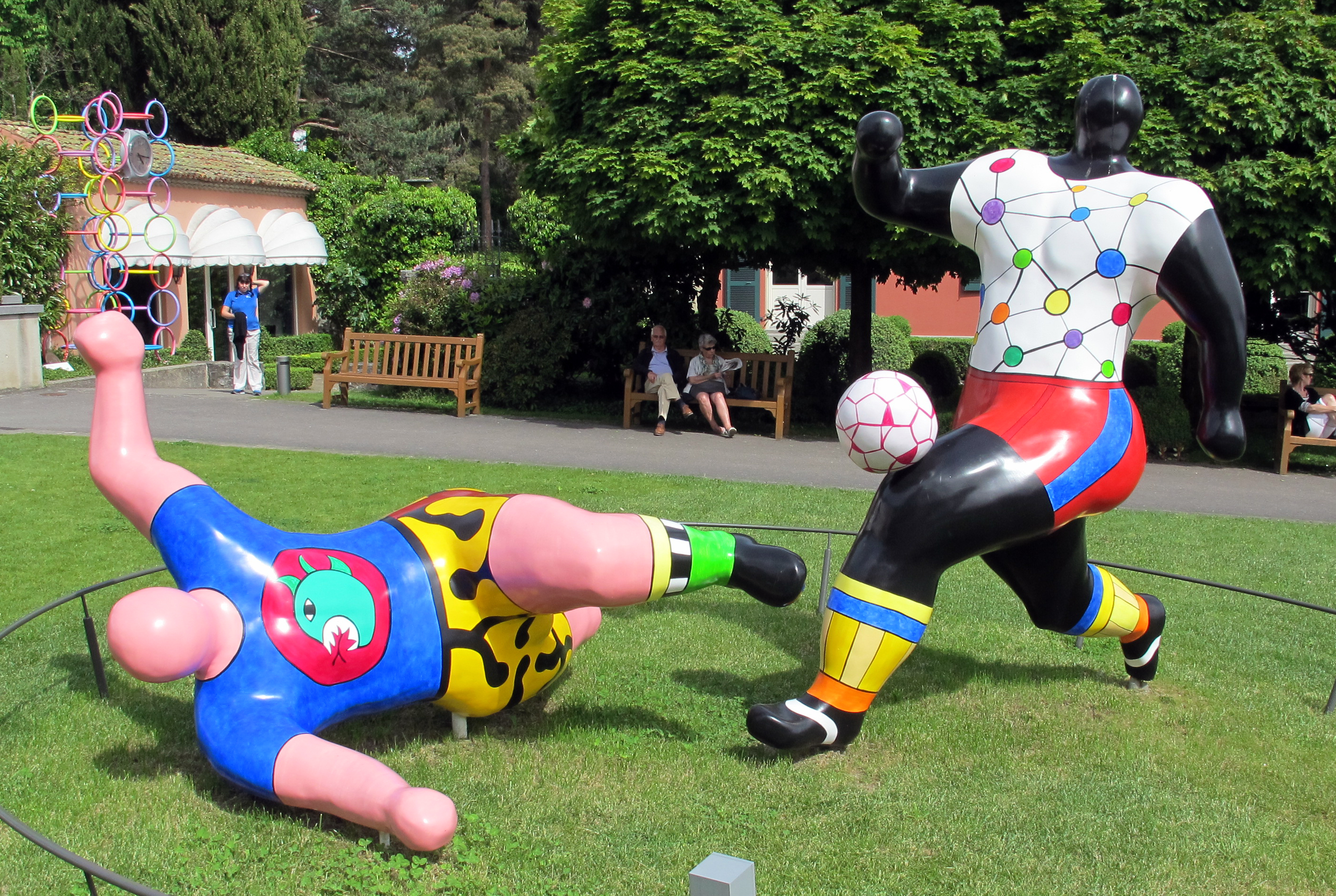
Les Footballeurs (Fotbalisté, 1993), Olympijské muzeum, Lausanne
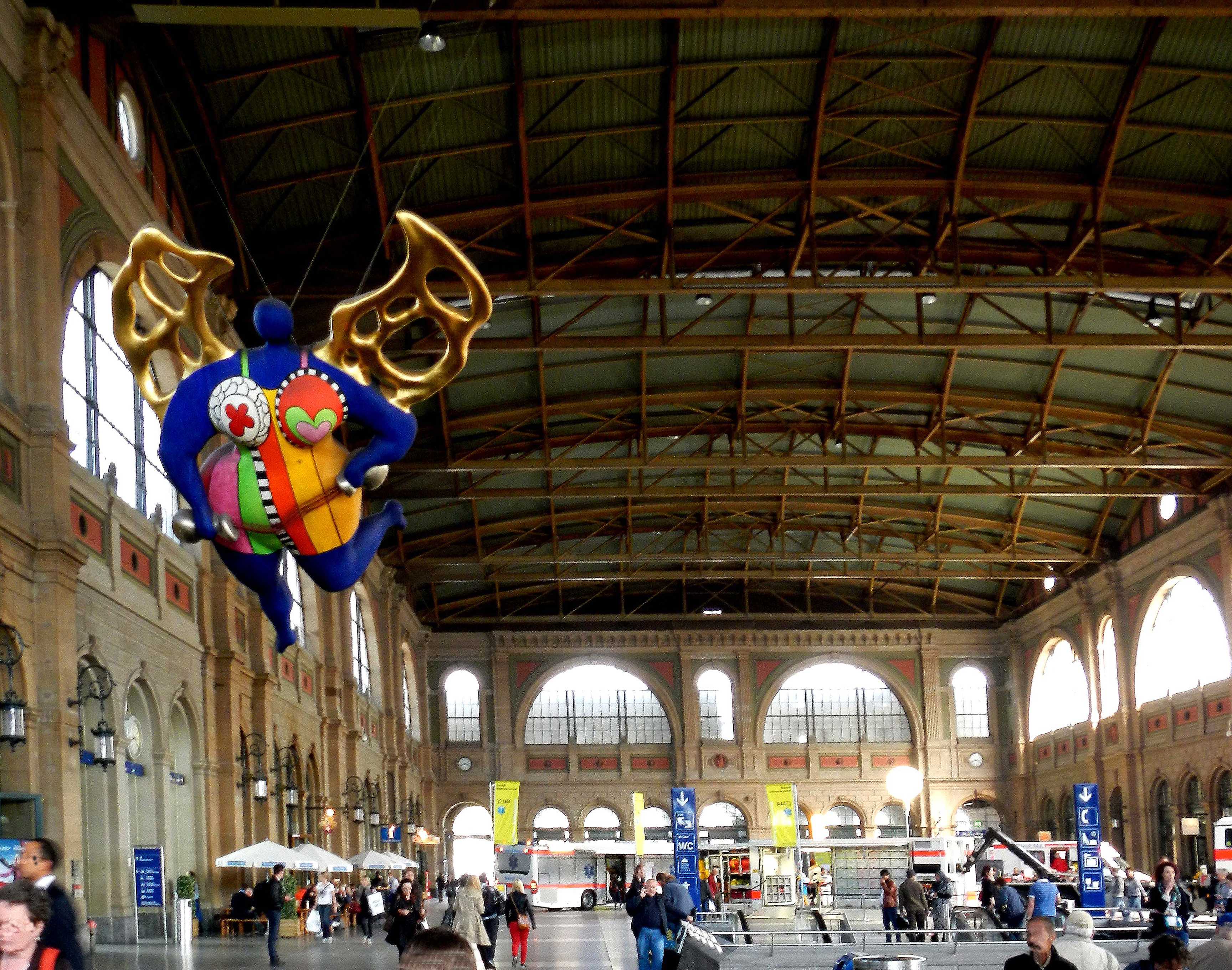
L'Ange Protecteur (Anděl strážný, 1997), Zürich Hauptbahnhof

## Výstavy
- 2014 – Niki de Saint Phalle: la bande-annonce, Grand Palais, Paříž[5]